# Hyporhamphus intermedius
Hyporhamphus intermedius är en fiskart som först beskrevs av Theodore Edward Cantor 1842.  Hyporhamphus intermedius ingår i släktet Hyporhamphus och familjen Hemiramphidae. Inga underarter finns listade i Catalogue of Life.